# Aloe ballii
Aloe ballii es una especie de planta suculenta  perteneciente a la familia de los aloes. Se encuentran en Mozambique y Zimbabue.
No se debe confundir con Aloe ballyi, esta especie se limita a los acantilados en el valle inferior del Rusitu, al sur de Chimanimani en Zimbabue y Mozambique.

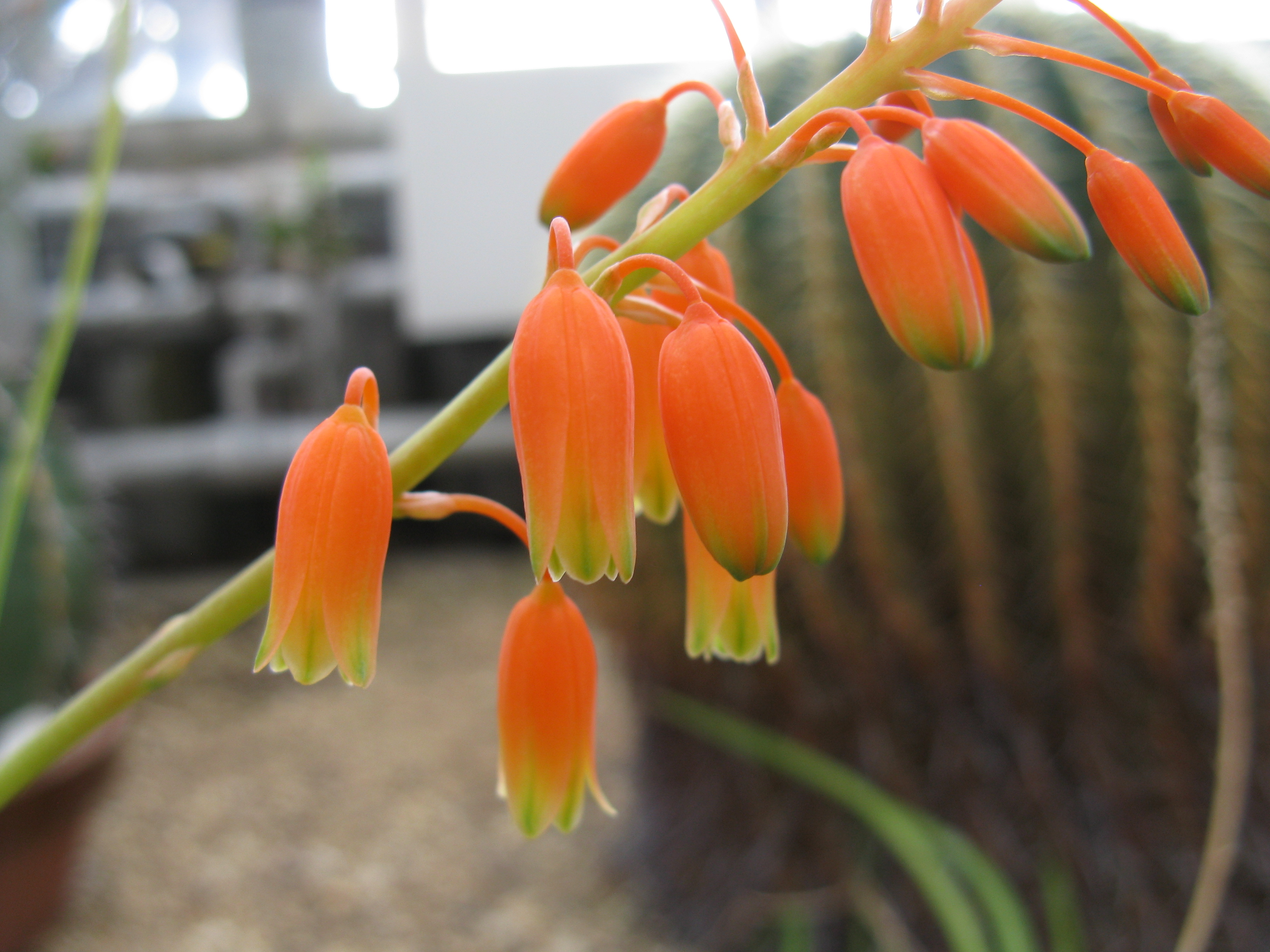
Detalle de la inflorescencia

## Descripción
Tiene tallos erectos de 1 - 3 de alto. Las hojas son erectas, de 50 cm de largo. La inflorescencia erecta, alcanza un tamaño de 75 cm de altura.

## Taxonomía
Aloe ballii fue descrita por Gilbert Westacott Reynolds y publicado en J. S. African Bot. 30: 123, en el año (1964).
Etimología
Ver: Aloe
ballii: epíteto otorgado en honor de John Stanhope Ball (1926–1976) en Zimbabue.
Sinonimia
- Aloe ballii Reynolds var. ballii (1964)
- Aloe ballii var. makurupiniensis Ellert (1998)[6][7]

## Fuente
1. ↑  World Conservation Monitoring Centre 1998.  Aloe ballii.   2006 IUCN Red List of Threatened Species.   Bajado el 20 de agosto de 2007.
2. ↑  «Aloe ballii». Royal Botanic Gardens, Kew: World Checklist of Selected Plant Families. Consultado el 29 de septiembre de 2011.
3. ↑  Aloe ballii en Jstor
4. ↑  «Aloe ballii». Tropicos.org. Missouri Botanical Garden. Consultado el 25 de marzo de 2013.
5. ↑  Urs Eggli, Leonard E. Newton: Etymological Dictionary of Succulent Plant Names. Springer, Berlin/Heidelberg 2010, ISBN 978-3-642-05597-3, S. 21.
6. ↑  Aloe ballii en PlantList
7. ↑  «Aloe ballii». Conservatorio y Jardín Botánico de Ginebra: Flora africana. Consultado el 29 de septiembre de 2011.